# قرار مجلس الأمن التابع للأمم المتحدة رقم 2564
قرار مجلس الأمن التابع للأمم المتحدة رقم 2564 المتخذ في 25 فبراير 2021. يدعو إلى فرض عقوبات على الصعيد الوطني في اليمن. وبحسب القرار، فإن مجلس الأمن يجدد الحظر على الجهات المزعزعة للاستقرار في اليمن. رفض الحوثيين القرار.
امتنعت روسيا عن التصويت.

## روابط خارجية
- نص القرار في undocs.org